# 6. миленијум
6. миленијум је миленијум, односно период, који ће почети 1. јануара 5001. године, а завршити се 31. децембра 6000. године.